# أستلي
أستلي (بالفرنسية: Astillé)‏ هي بلدية توجد بفرنسا بإقليم ماين بجهة بايي دو لا لوار.